# Биоклиматологија
Биоклиматологија је интердисциплинарна област науке која проучава интеракције између биосфере и Земљине атмосфере на временским скалама реда годишњих доба или дуже, за разлику од биометеорологије која изучава утицаје атмосферских појава (времена и климе) на жива бића (биљке, животиње и људе) у кратком периоду од једног дана до годишњег доба.
Биометеорологија је уско повезана са наукама о животу, а посебно са екологијом, медицином, пољопривредом и биологијом која се однси на више сисаре.

## Историја
Мада се још Хипократ дотакао ових питања пре 2000 година у својој расправи о Ваздух, вода и места, наука о биоклиматологији је релативно нова. Значајна проучавања у овој области започела су током 1960-их, углавном због све веће забринутости за погоршања животне средине.

## Примери релевантних процеса
Климатски процеси у великој мери контролишу дистрибуцију, величину, облик и својства живих организама на Земљи. На пример, општа циркулација атмосфере на планетарном нивоу у великој мери одређује локацију великих пустиња или региона који су подложни честим падавинама, што, заузврат, у великој мери одређује који организми могу природно да преживе у овим срединама. Штавише, промене у клими, било због природних процеса или утицаја људи, могу прогресивно модификовати ова станишта и изазвати пренасељеност или изумирање аутохтоних врста.
Биосфера, са своје стране, а посебно континентална вегетација, која чини преко 99% укупне биомасе, играла је кључну улогу у успостављању и одржавању хемијског састава земљине атмосфере, посебно током ране еволуције планете. Тренутно, копнена вегетација размењује око 60 милијарди тона угљеника са атмосфером на годишњем нивоу (путем процеса фиксације угљеника и процеса дисања угљеника), играјући тако кључну улогу у циклусу угљеника. На глобалној и годишњој основи, мале неравнотеже између ова два главна тока, као што се дешава кроз промене у покривачу земљишта и коришћењу земљишта, доприносе тренутном повећању атмосферског угљен-диоксида.

## Подела и задаци
Пошто скоро сваки аспект климе и времена има неки утицај на живе организме, обим биоклиматологије је скоро неограничен. Одређена подручја су наглашена више од других, међутим, међу њима су студије утицаја времена и климе на мале биљне организме и инсекте одговорне за развој биљних, животињских и људских болести; утицај времена и климе на физиолошке процесе нормалног здравог човека и његове болести; утицај микроклиме у становима и урбаним центрима на здравље људи; и утицај прошлих климатских услова на развој и дистрибуцију биљака, животиња и људи.
Биоклиматологија се дели на: пољопривредну или агроклиматологију и хуману (или људску) климатологију.

### Пољопривредна климатологија
Пољопривредна климатологија или агроклиматологија истражује пољопривредне усеве који се могу оптимално гајити у одређеним климатским условима.

### Хумана биоклиматологија
Хумана биоклиматологија  истражује утицаје времена и климе на живот човека,  у вези са одређеним патофизиолошким тегобама. Јер нпр. здрави људи уз одговарајућу исхрану, одећу и смештај, и могу да живе практично било где на Земљи, док се велика група људи, нпр.  реуматичари или оболели од респираторних болести, могу се осећати добро само у одређеним климатским и временским условима. 
Временске прилике мање или више утичу на све људе, али неке особе, које су посебно осетљиве, трпе значајне сметње. Познато је дејство алпског ветра  фена ( који настаје након што се ваздух на стрмој страни планине подигао и изгубио влагу услед падавина, па се на супротној страни спушта сувљи и топлији него што је био на почетку успона) који код многих људи изазива тегобе, раздражљивост, главобољу и друге здравствене проблеме.
У случају наглих и значајних временских промена, на пример хладних фронтова, примећује се пораст саобраћајних несрећа а такве временске прилике неповољно доживљавају и особе које болују од реуматичних обољења, емболија, срчаног удар. 
Међутим, чак и код потпуно здраве особе осећај удобности у знатној мери зависи од температурних и ветровитих услова, а генерално, степен ефикасности рада човека на отвореном простору у великој мери зависи од временских услова, и то не само у ванредним условима (поларни региони, високе планине, итд.) већ и у свим срединама на Земљи.